# Nieuwe Synagoge (Libeň)

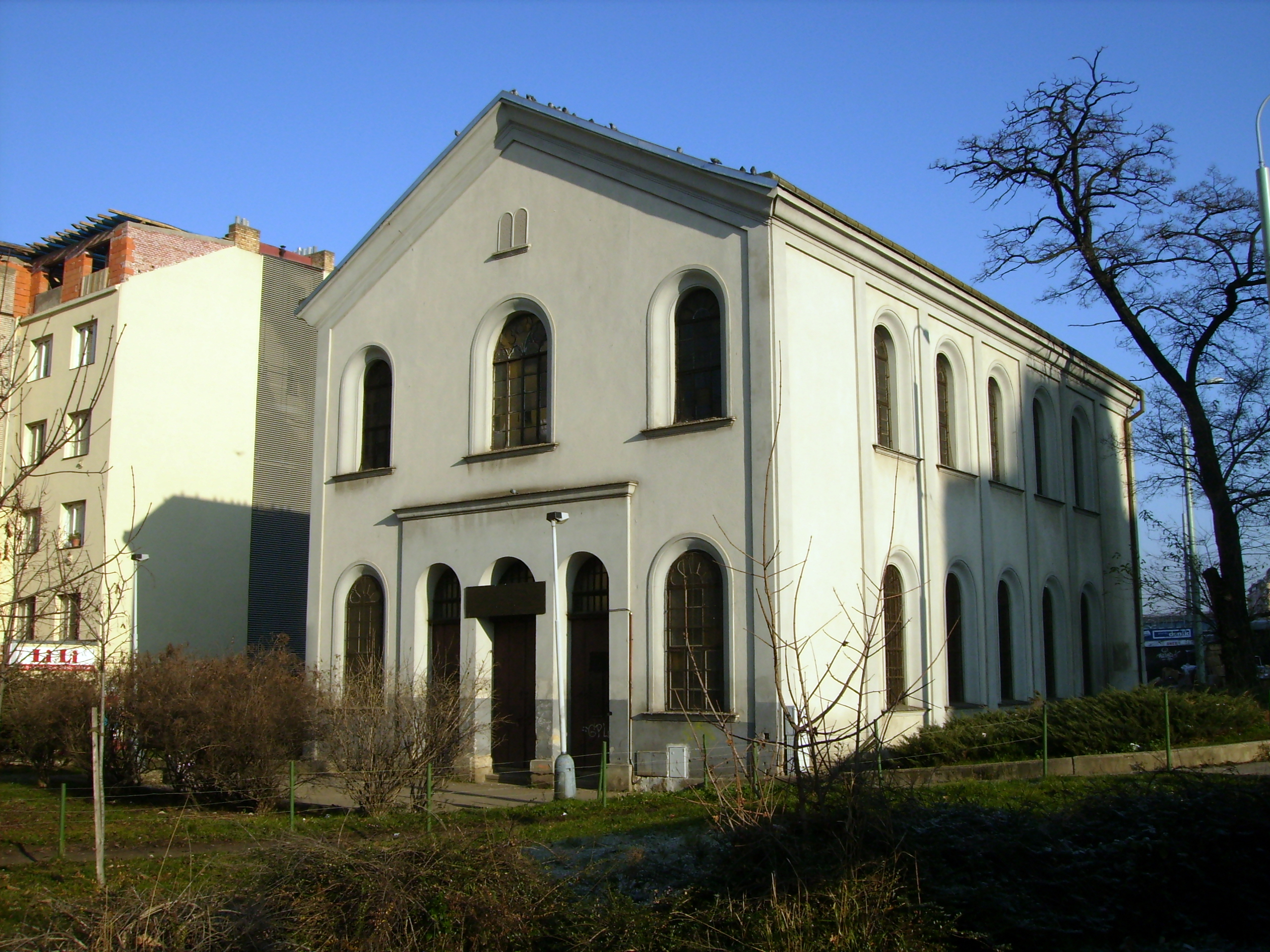
De Nieuwe Synagoge

De Nieuwe Synagoge (Tsjechisch: Nová synagoga) is een synagoge in de Tsjechische hoofdstad Praag. De synagoge, gelegen in de wijk Libeň, heeft deze naam gekregen om hem te onderscheiden van de Oude Synagoge in dezelfde wijk. Het gebouw werd gebouwd in het midden van de 19e eeuw.